# Марьевка (Ольховатский район)
Ма́рьевка — слобода в Ольховатском районе Воронежской области России.
Административный центр Марьевского сельского поселения.

## История
Основана в 1740 году и развивалась сначала как населённый пункт под названием Гвоздовка, которое произошло от первопоселенца — крестьянина Андрея Гвозденко. В начале XIX века левобережную часть слободы стали называть Марьевка — по имени Марии Дмитриевны Чертковой.

## Население
| 1859 | 1897  | 1900  | 1926  | 2007 | 2010 |
| ---- | ----- | ----- | ----- | ---- | ---- |
| 1219 | ↘1019 | ↗1191 | ↗1251 | ↘635 | ↘590 |

## Улицы
| - ул. Комсомольская, - ул. Михеева, - ул. Первомайская, - ул. Подгорная, | - ул. Тотколовых, - ул. Чайки, - ул. Школьная. |

## Инфраструктура
Экономика представлена крестьянским фермерским хозяйством «Агроимпульс» и ООО «Маслозавод Марьевский».
В слободе функционируют средняя общеобразовательная школа, дом культуры, почтовое отделение.